# Calameuta filiformis
Calameuta filiformis är en stekelart som först beskrevs av Eduard Friedrich Eversmann 1847.  Calameuta filiformis ingår i släktet Calameuta, och familjen halmsteklar. Arten är reproducerande i Sverige.